# Osiczonki

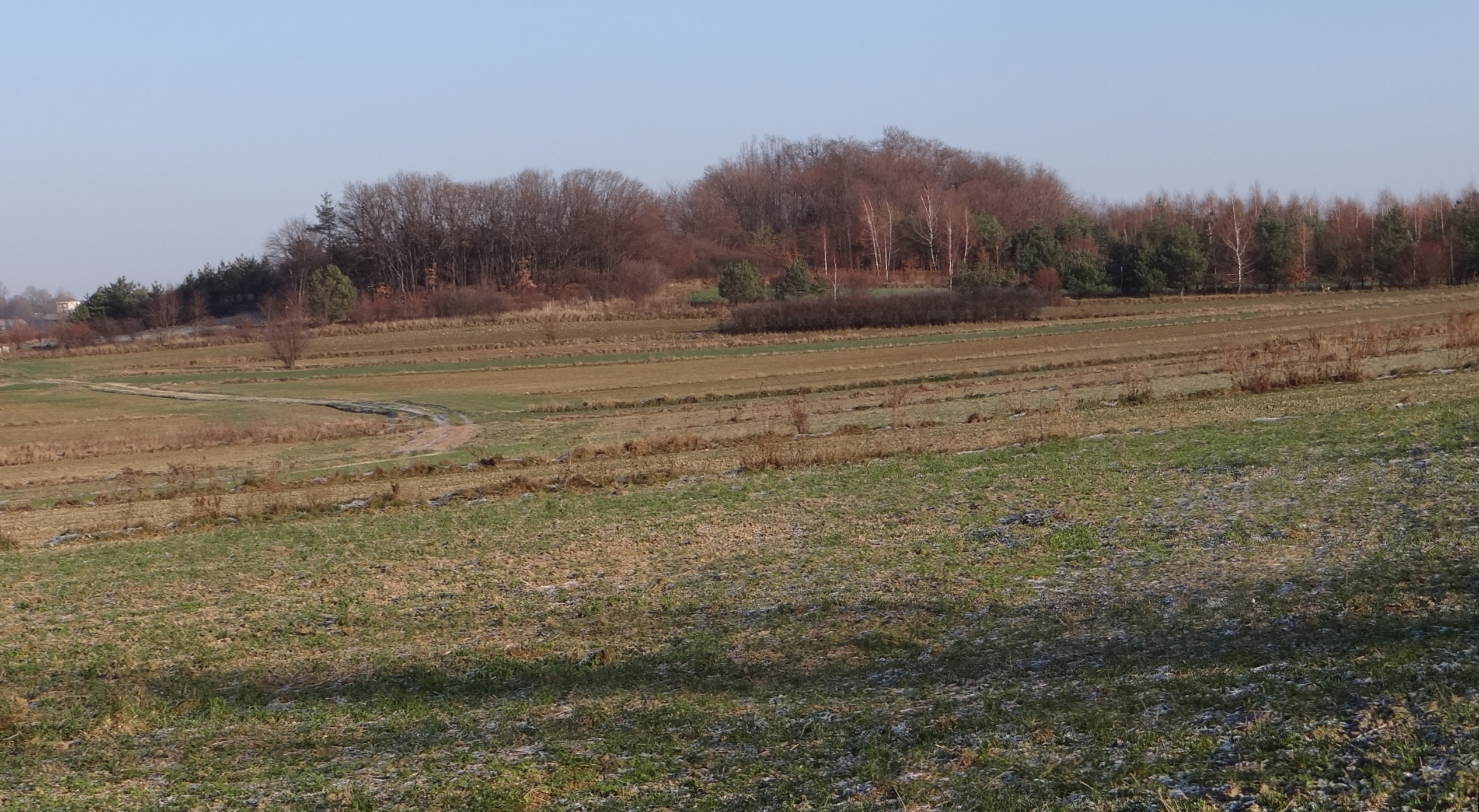
Osiczonki od południa

Osiczonki, dawniej Łosiconka (467 m) – skaliste wzniesienie pomiędzy zabudowanymi obszarami wsi Będkowice i Chechło w województwie małopolskim, w powiecie krakowskim, w gminie Wielka Wieś. Pod względem geograficznym znajduje się na Wyżynie Olkuskiej będącej częścią Wyżyny Krakowsko-Częstochowskiej.
Osiczonki to niewielkie wzniesienie o wysokości względnej około 20 m. Jest porośnięte lasem mieszanym i z wszystkich stron otoczone polami uprawnymi. Zbudowane jest z wapienia, niewielkie wapienne skały znajdują się na jego północnych- bardziej stromych zboczach. W kierunku zachodnim od Mosiczonek, za pasem pól uprawnych znajduje się wzniesienie Musarowa Góra, w kierunku południowym, również za polami uprawnymi – Las Karniowski.